# Iolanda de Lusinhão
Iolanda de Lusinhão, também conhecida como  Iolanda I de Lusinhão (24 de março de 1257 — 30 de setembro de 1314) foi uma nobre e fidalga francesa. Em 1308, sucedeu ao seu irmão Guy I como Dama de Lusinhão, de Couhe e de Peyrat, e Condessa de La Marche, mas não como Condessa de Angoulême porque o condado foi vendido pelas suas irmãs, Jeana e Isabel, ao Rei Filipe IV e anexado pela Coroa de França. Iolanda foi igualmente herdeira de Fougères, por sucessão de sua mãe, falecida após 1273.

## Família
Iolanda nasceu em Angoulême, França, a 24 de março de 1257. Era a filha mais velha de Hugo XII de Lusinhão, Senhor de Lusinhão, Couhe, e de Peyrat, Conde de La Marche, Conde de Angoulême, (morto em 1270 numa Cruzada) e Joana de Fougères, Dama de Fougères. Tinha dois irmãos e três irmãs. Os seus avôs paternos eram Hugo XI de Lusinhão, Senhor de Lusinhão, Couhe, e de Peyrat, Conde de La Marche, Conde de Angoulême, e Iolanda de Dreux, Condessa de Penthièvre e de Porhoet; os seus avôs maternos eram Raúl III, Senhor de Fougères e Isabel de Craon. Iolanda era a bisneta de Isabel de Angoulême, viúva Rainha consorte do Rei João de Inglaterra, que casou pela segunda vez com Hugo X de Lusinhão, Conde de La Marche.

### Lista de irmãos
- Hugo XIII de Lusinhão, Conde de La Marche, Conde de Angoulême, (25 de Junho de 1259 - 1 de Novembro de 1303. Casou com Beatriz de Burgundia.
- Guido I de Lusinhão, Conde de La Marche, Conde de Angoulême, (m. 1308). Nunca casou.
- Joana de Lusinhão ( 1260-13 de Abril de 1323). Casou primeiramente com Bernardo  IV, Senhor d'Albret de quem teve duas filhas; casou pela segunda vez com Piers de Geneville, de Trim e Ludlow. Dele Jeanne teve Joan de Geneville, Condessa de March.
- Isabel de Lusinhão (m. 1309). Casou com Jean de Vesci.
- Maria de Lusinhão (m. 1322). Casou-se com Etienne II, Conde de Sancerre.

## Casamentos
Em 1270, com treze anos, o seu pai foi morto numa Cruzada. Numa data desconhecida, antes de 1281, casou-se com o seu primeiro marido Elie Rudel, Senhor de Pons, de quem teve dois filhos:
- Renaud IV de Pons (n. antes de 1282-1308), que se casou com Isabeau de Levis.
- Iolanda de Pons (n. antes de 1290 - ?), casou-se com Fouques III, Barão de Matha.

Iolanda casaria com o seu segundo marido, Robert, Senhor de Mathe.

## Morte
Após a sua morte a 30 de Setembro de 1314, o condado de La Marche foi anexado pelo Rei Filipe IV de França, sendo oferecido ao seu filho, o futuro Carlos IV de França.